# L'ambiziosa (film 1917)
L'ambiziosa (An American Widow) è un film muto del 1917 diretto da Frank Reicher. La sceneggiatura di Albert S. Le Vino si basa sull'omonimo lavoro teatrale di Kellett Chambers, andato in scena a New York il 6 settembre 1909.

## Trama
Elizabeth Carter, ricca vedova americana, ha il progetto di sposare il conte di Dettminster ma, prima delle nozze, l'avvocato Tucker la informa che, nel testamento che la lascia erede di tutta la fortuna dei Carter, secondo un codicillo, tutto il patrimonio andrebbe al nipote Pitney se il suo secondo marito non fosse americano. Per cercare di trovare una via di uscita, la vedova paga cinquantamila dollari a Jasper Mallory, un drammaturgo senza il becco di un quattrino, che dovrà sposarla e poi concederle subito dopo il divorzio, in modo da permettere a Elisabeth di convolare a nuove nozze con il conte che diventerà così il suo terzo marito, aggirando con questo stratagemma le disposizioni testamentarie del defunto marito. Per ottenere il divorzio, Elisabeth ingaggia anche madame Albani, che dovrà passare per l'amante di Jasper. Ma il piano fallisce: il commediografo che fino a quel momento non aveva mai avuto fortuna, scrive una commedia che ha grande successo e Elisabeth si innamora di lui, mentre l'avvocato ammette di essersi inventato il codicillo solo per favorire Pitney, che era innamorato di Elisabeth. I due coniugi annunciano di non volere più divorziare e arriva pure la notizia del matrimonio tra madame Albani e il conte di Dettminster.

## Produzione
Il film fu prodotto dalla Metro Pictures Corporation.

## Distribuzione
Il copyright del film, richiesto dalla Metro Pictures Corp., fu registrato l'11 dicembre 1917 con il numero LP11823.
Distribuito dalla Metro Pictures Corporation, il film uscì nelle sale statunitensi il 17 dicembre 1917.
Non si conoscono copie ancora esistenti della pellicola che viene considerata presumibilmente perduta.